# K League Classic 2016
La K League Classic 2016 fue la 34a temporada de la división más alta del fútbol en Corea del Sur desde el establecimiento en 1983 como K-League y la cuarta temporada con su actual nombre, la K League Classic. El Jeonbuk Hyundai Motors es el campeón defensor, habiendo ganado su cuarto título.

## Ascensos y descensos
| Pos. | Descendidos de la K League Classic 2015 |
| ---- | --------------------------------------- |
| 11.º | Busan IPark                             |
| 12.º | Daejeon Citizen                         |

| Pos. | Ascendidos de la K League Challenge 2015 |
| ---- | ---------------------------------------- |
| 1.º  | Sangju Sangmu                            |
| 2.º  | Suwon FC                                 |

## Equipos
| Club                    | Ciudad    | Propietario / Patrocinador        |
| ----------------------- | --------- | --------------------------------- |
| Gwangju FC              | Gwangju   | Gobierno de Gwangju               |
| Incheon United          | Incheon   | Gobierno de Incheon, Shinhan Bank |
| Jeju United             | Jeju      | SK Group                          |
| Jeonbuk Hyundai Motors  | Jeonbuk   | Hyundai Motor Company             |
| Jeonnam Dragons         | Gwangyang | POSCO                             |
| Pohang Steelers         | Pohang    | POSCO                             |
| Sangju Sangmu           | Sangju    | Korea Armed Forces Athletic Corps |
| Seongnam FC             | Seongnam  | Gobierno de Seongnam              |
| FC Seoul                | Seoul     | GS Group                          |
| Suwon FC                | Suwon     | Gobierno de Suwon                 |
| Suwon Samsung Bluewings | Suwon     | Samsung Electronics               |
| Ulsan Hyundai           | Ulsan     | Hyundai Heavy Industries          |

### Estadios
| Gwangju FC                | Incheon United           | Jeju United             | Jeonbuk Hyundai Motors   | Jeonnam Dragons            | Pohang Steelers              |
| ------------------------- | ------------------------ | ----------------------- | ------------------------ | -------------------------- | ---------------------------- |
| Gwangju World Cup Stadium | Incheon Football Stadium | Jeju World Cup Stadium  | Jeonju World Cup Stadium | Gwangyang Football Stadium | Pohang Steel Yard            |
| Capacidad: 40,245         | Capacidad: 20,891        | Capacidad: 35,657       | Capacidad: 42,477        | Capacidad: 20,009          | Capacidad: 25,000            |
|                           |                          |                         |                          |                            |                              |
| Sangju Sangmu             | Seongnam FC              | FC Seoul                | Suwon FC                 | Suwon Samsung Bluewings    | Ulsan Hyundai                |
| Sangju Civic Stadium      | Tancheon Stadium         | Seoul World Cup Stadium | Suwon Sports Complex     | Suwon World Cup Stadium    | Ulsan Munsu Football Stadium |
| Capacidad: 15,042         | Capacidad: 16,250        | Capacidad: 66,806       | Capacidad: 11,808        | Capacidad: 43,959          | Capacidad: 44,474            |
|                           |                          |                         |                          |                            |                              |

## Jugadores foráneos
La liga restringe el número de jugadores extranjeros a cuatro por equipo, pudiendo cada club incluir un quinto futbolista foráneo siendo este un jugador de algún país miembro de la AFC.
| Club                    | Jugador 1       | Jugador 2        | Jugador 3         | Jugador Asia      |
| ----------------------- | --------------- | ---------------- | ----------------- | ----------------- |
| Gwangju FC              | Fábio Neves     | Wellington       |                   | Tomoki Wada       |
| Incheon United          | Kevin Oris      | Matej Jonjić     | Krste Velkoski    | Lương Xuân Trường |
| Jeju United             | Henan           | Marcelo Toscano  |                   |                   |
| Jeonbuk Hyundai Motors  | Luiz Henrique   | Leonardo         | Ricardo Lopes     | Erik Paartalu     |
| Jeonnam Dragons         | Vedran Jugović  | Mislav Oršić     | Stevica Ristić    |                   |
| Pohang Steelers         | Lulinha         | Muralha          | Lazar Veselinović | Ali Abbas         |
| Seongnam FC             | Pitu            | Tiago            |                   |                   |
| FC Seoul                | Adriano         | Dejan Damjanović | Osmar Barba       | Yojiro Takahagi   |
| Suwon FC                | Marvin Ogunjimi | Vladan Adžić     | Jaime Gavilán     | Adrian Leijer     |
| Suwon Samsung Bluewings | Hygor           | Johnathan        | Santos            |                   |
| Ulsan Hyundai           | Ivan Kovačec    | Frédéric Mendy   |                   | Chikashi Masuda   |

## Tabla de Clasificaciones

### Primera fase
| Pos | Equipos                 | PJ | PG | PE | PP | GF | GC | Dif. | Pts. |
| --- | ----------------------- | -- | -- | -- | -- | -- | -- | ---- | ---- |
| 1.  | Jeonbuk Hyundai Motors  | 33 | 18 | 15 | 0  | 60 | 35 | +25  | 60   |
| 2.  | Seoul                   | 33 | 17 | 6  | 10 | 58 | 43 | +15  | 57   |
| 3.  | Jeju United             | 33 | 14 | 7  | 12 | 60 | 50 | +10  | 49   |
| 4.  | Ulsan Hyundai           | 33 | 13 | 9  | 11 | 38 | 43 | −5   | 48   |
| 5.  | Jeonnam Dragons         | 33 | 11 | 10 | 12 | 38 | 40 | −2   | 43   |
| 6.  | Sangju Sangmu           | 33 | 12 | 6  | 15 | 50 | 53 | −3   | 42   |
| 7.  | Seongnam                | 33 | 11 | 8  | 14 | 46 | 46 | ±0   | 41   |
| 8.  | Pohang Steelers         | 33 | 11 | 8  | 14 | 37 | 39 | −2   | 41   |
| 9.  | Gwangju                 | 33 | 10 | 11 | 12 | 37 | 40 | −3   | 41   |
| 10. | Suwon Samsung Bluewings | 33 | 7  | 16 | 10 | 45 | 52 | −7   | 37   |
| 11. | Incheon United          | 33 | 8  | 11 | 14 | 35 | 46 | −11  | 35   |
| 12. | Suwon                   | 33 | 8  | 9  | 16 | 34 | 51 | −17  | 33   |

- PJ=Juegos; PG=Victorias; PE=Empates; PP=Derrotas; GF=Goles a favor; GC=Goles en contra; Dif=Diferencia de goles, Pts=Puntos.

|  |                                         |
|  | Clasificados al grupo por el campeonato |
|  | Disputan el grupo por el descenso       |

Fuente:

### Grupo campeonato
| Pos | Equipos                | PJ | PG | PE | PP | GF | GC | Dif. | Pts. |
| --- | ---------------------- | -- | -- | -- | -- | -- | -- | ---- | ---- |
| 1.  | FC Seoul               | 38 | 21 | 7  | 10 | 67 | 46 | +21  | 70   |
| 2.  | Jeonbuk Hyundai Motors | 38 | 20 | 16 | 2  | 71 | 40 | +31  | 671  |
| 3.  | Jeju United            | 38 | 17 | 8  | 13 | 71 | 57 | +14  | 59   |
| 4.  | Ulsan Hyundai          | 38 | 14 | 12 | 12 | 41 | 47 | -6   | 54   |
| 5.  | Jeonnam Dragons        | 38 | 12 | 11 | 15 | 44 | 53 | -9   | 47   |
| 6.  | Sangju Sangmu (A)      | 38 | 12 | 7  | 19 | 54 | 65 | -11  | 43   |

- PJ=Juegos; PG=Victorias; PE=Empates; PP=Derrotas; GF=Goles a favor; GC=Goles en contra; Dif=Diferencia de goles, Pts=Puntos.

### Grupo descenso
| Pos | Equipos         | PJ | PG | PE | PP | GF | GC | Dif. | Pts. |
| --- | --------------- | -- | -- | -- | -- | -- | -- | ---- | ---- |
| 7.  | Suwon Bluewings | 38 | 10 | 18 | 10 | 56 | 59 | -3   | 48   |
| 8.  | Gwangju         | 38 | 11 | 14 | 13 | 41 | 45 | -4   | 47   |
| 9.  | Pohang Steelers | 38 | 12 | 10 | 16 | 43 | 46 | -3   | 46   |
| 10. | Incheon United  | 38 | 11 | 12 | 15 | 43 | 51 | -8   | 45   |
| 11. | Seongnam        | 38 | 11 | 10 | 17 | 47 | 51 | -4   | 43   |
| 12. | Suwon FC (A)    | 38 | 10 | 9  | 19 | 40 | 58 | -18  | 39   |

- PJ=Juegos; PG=Victorias; PE=Empates; PP=Derrotas; GF=Goles a favor; GC=Goles en contra; Dif=Diferencia de goles, Pts=Puntos.

|  |                                                             |
|  | Campeón y clasificado a la Liga de Campeones de la AFC 2017 |
|  | Clasificados a la Liga de Campeones de la AFC 2017          |
|  | playoff para mantener la categoría.                         |
|  | Descendido a K League Challenge.                            |

### Playoff descenso
Se enfrentan el penúltimo de la K League Classic contra el segundo clasificado de la K League Challenge en partidos de ida y vuelta. El ganador juega la próxima temporada en la K League Classic 2017
| Equipo 1   | Agr.     | Equipo 2    | Ida   | Vuelta |
| ---------- | -------- | ----------- | ----- | ------ |
| Gangwon FC | gv 1 - 1 | Seongnam FC | 0 - 0 | 1 - 1  |

- Gangwon FC asciende a la máxima categoría, gracias a la regla del gol de visitante, Seongnam FC desciende a la K League Challenge..

## Goleadores
Actualización final.
| Pos. | Jugador          | Club                    | Goles |
| ---- | ---------------- | ----------------------- | ----- |
| 1    | Jung Jo-gook     | Gwangju FC              | 20    |
| 2    | Adriano          | FC Seoul                | 17    |
| 3    | Tiago            | Seongnam FC             | 13    |
| 3    | Yang Dong-hyun   | Pohang Steelers         | 13    |
| 3    | Ricardo Lopes    | Jeonbuk Hyundai Motors  | 13    |
| 3    | Dejan Damjanović | FC Seoul                | 13    |
| 7    | Lee Dong-gook    | Jeonbuk Hyundai Motors  | 12    |
| 7    | Santos           | Suwon Samsung Bluewings | 12    |
| 7    | Leonardo         | Jeonbuk Hyundai Motors  | 12    |
| 10   | Marcelo Toscano  | Jeju United             | 11    |

## Campeón
|                             |
|                             |
| Campeón FC Seoul 6.º título |